# Finlandia (nagroda architektoniczna)

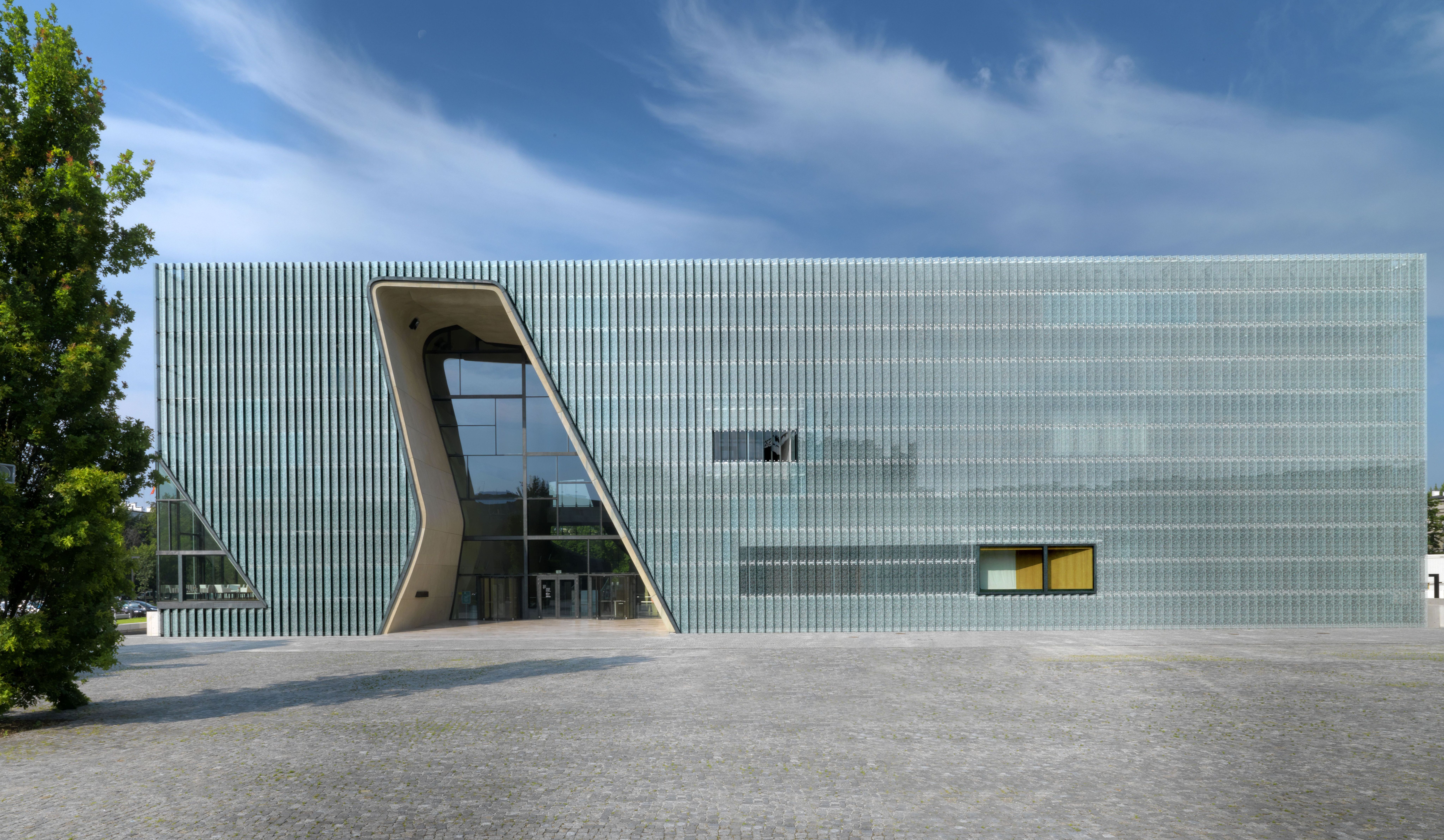
Projektant Muzeum Historii Żydów Polskich został nagrodzony Finlandią w 2014

Finlandia (nagroda architektoniczna) (fiń. Arkkitehtuurin Finlandia -palkinto) – najważniejsza fińska nagroda architektoniczna przyznawana za wybitny projekt nowego lub restaurację starego budynku lub kompleksu, który został ukończony w ciągu ostatnich trzech lat. Nagroda jest przyznawana rokrocznie od 2014 roku przez Fińskie Stowarzyszenie Architektów SAFA. Może być przyznana fińskiemu lub zagranicznemu architektowi za projekt przeznaczony do realizacji w Finlandii lub fińskiemu architektowi za projekt realizowany za granicą. 

## Historia
Fińskie Stowarzyszenie Architektów SAFA decyzję o przyznawaniu nagrody podjęło 12 grudnia 2011 roku, aby podkreślić wartość kulturową architektury, tak jak to robi w dziedzinie literatury nagroda Finlandia. 
Proces przyznawania nagrody jest dwuetapowy: w pierwszym jury złożone z architektów nominuje 3-5 budynków, w drugim sędzia, którym jest osobą nie będąca architektem wybiera według własnych kryteriów jeden z projektów. Nagrodą jest tablica, którą można umieścić na budynku oraz certyfikat dla architekta.

### Pierwsza edycja 2014
Jury nominowało 4 obiekty: Pawilon Gösta zbudowany dla Serlachius Muzeum w Mänttä, Kaisa Haus budynek Biblioteki Głównej Uniwersytetu Helsińskiego, rozbudowę Biblioteki Miejskiej w Seinäjoki i Muzeum Historii Żydów Polskich w Warszawie. O wybór nagrodzonego projektu poproszono profesora ekonomii Sixtena Korkmana. Nagrodę przyznano 4 listopada 2014 projektantowi Muzeum Historii Żydów Polskich Rainerowi Mahlamäki. 

### Druga edycja 2015
Jury złożone z architektów nominowało 5 projektów: Kangasala Arts Center w Kangasali, Merenkulkijanranta (budynek mieszkalny) w Helsinkach, Szkoła Opinmäki w Espoo, Op Headquarters (blok mieszkalny) w Helsinkach i Puukuokka w Kuokkala. 
Laureata wybrała fińska kompozytorka Kaija Saariaho. 23 września nagrodę przyznano 8-kondygnacyjnemu drewnianemu budynkowi mieszkalnemu Puukuokka w Kuokkala. Głównym projektantem był Anssi Lassila.

### Trzecia edycja 2016
Kaplica Suvalu w Espoo, Teatr miejski w Lappeenranta, Löyly (kompleks saun) w Helsinkach, Hala sportowa i wielofunkcyjny budynek w Rovaniemi.
Nagrodę spośród 4 nominowanych obiektów przyznał były premier Paavo Lipponen Rovaniemi Sports Arena Railo w Rovaniemi wg projektu Aarø Artona.

### Czwarta edycja 2017
Nominacje: Kościół św. Pawła w Tartu, Teatr miejski w Helsinkach, Centrum edukacyjne im.Haralda Herlina Uniwersytetu Aalto, Gimnazjum (Roihuvuori School) w Helsinkach  Nagroda została przyznana projektowi przebudowy Centrum edukacyjnemu im. Haralda Herlina Uniwersytetu Aalto w Otaniemi w Finlandii zaprojektowane przez Alvara Aalto. Zwycięzca został wybrany przez Reijo Karhinen, prezesa i dyrektora wykonawczego OP Financial Group.

## Nagrodzone projekty
| Rok  | Nazwa zwycięskiego budynku                               | Lokalizacja (miasto, państwo) | Nazwisko i imię architekta |
| ---- | -------------------------------------------------------- | ----------------------------- | -------------------------- |
| 2014 | Muzeum Historii Żydów Polskich                           | Warszawa, Polska              | Rainer Mahlamäki           |
| 2015 | Puukuokka                                                | Kuokkala, Finlandia           | Anssi Lassila              |
| 2016 | Rovaniemi Sports Arena Railo                             | Rovaniemi, Finlandia          | Aarø Arton                 |
| 2017 | Centrum edukacyjne im.Haralda Herlina Uniwersytetu Aalto | Otaniemi, Finlandiia          | Alvar Aalto                |